# Lillvattnet (Ströms socken, Jämtland, på Lillvattenflon)
Lillvattnet är en sjö i Strömsunds kommun i Jämtland och ingår i Ångermanälvens huvudavrinningsområde. Sjön har en area på 0,132 kvadratkilometer och ligger 277,9 meter över havet. Sjön avvattnas av vattendraget Regasjöån (Hössjöån).

## Delavrinningsområde
Lillvattnet ingår i det delavrinningsområde (708955-150070) som SMHI kallar för Utloppet av Lill-Vattnet. Medelhöjden är 282 meter över havet och ytan är 0,69 kvadratkilometer. Det finns ett avrinningsområde uppströms, och räknas det in blir den ackumulerade arean 15,61 kvadratkilometer. Regasjöån (Hössjöån) som avvattnar avrinningsområdet har biflödesordning 4, vilket innebär att vattnet flödar genom totalt 4 vattendrag innan det når havet efter 169 kilometer. Avrinningsområdet består mestadels av skog (18 procent) och sankmarker (60 procent). Avrinningsområdet har 0,13 kvadratkilometer vattenytor vilket ger det en sjöprocent på 19,1 procent.